# Gieorgij Martirosow
Gieorgij Iosifowicz Martirosow (ros. Георгий Иосифович Мартиросов, ur. 18 kwietnia?/1 maja 1906 w Tyflisie, zm. ?) – funkcjonariusz radzieckich służb specjalnych, generał major, ludowy komisarz/minister spraw wewnętrznych/bezpieczeństwa państwowego Armeńskiej SRR (1941-1945 i 1952-1954).

## Życiorys
Z pochodzenia Ormianin. W 1919 skończył szkołę w Tbilisi, od grudnia 1922 do września 1923 kurier Wydziału Specjalnego Czeki Azerbejdżańskiej SRR, później pracownik Wydziału Specjalnego Czeki 2 Dywizji w Baku, od marca 1926 do kwietnia 1929 pomocnik pełnomocnika Wydziału Specjalnego GPU 3 Dywizji w Leninakanie (obecnie Giumri). Od kwietnia do września 1929 pełnomocnik Wydziału Specjalnego 9 Pułku 3 Dywizji w Gruzińskiej SRR, od września 1929 do września 1930 w Wyższej Szkole Pogranicznej OGPU, następnie ponownie pełnomocnik Wydziału Specjalnego GPU 3 Dywizji w Leninakanie, od marca 1930 w WKP(b), od września 1932 do lutego 1935 pełnomocnik i starszy pełnomocnik Wydziału Specjalnego Pełnomocnego Przedstawicielstwa OGPU/NKWD Zakaukaskiej FSRR. Od maja 1935 do lutego 1937 starszy pełnomocnik operacyjny pogranicznej komendantury NKWD, od 16 lipca 1936 starszy porucznik, od lutego 1937 do lutego 1939 szef Oddziału 3 Gagrińskiego Oddziału NKWD, od 21 maja 1938 starszy porucznik bezpieczeństwa państwowego, od lutego 1939 do lutego 1941 w zarządach kolejowych NKWD na Białorusi i Łotwie, 22 października 1940 awansowany na kapitana bezpieczeństwa państwowego. Od 26 lutego 1941 do 7 maja 1943 ludowy komisarz spraw wewnętrznych Armeńskiej SRR, 6 września 1941 awansowany na majora bezpieczeństwa państwowego, 10 kwietnia 1942 starszego majora bezpieczeństwa państwowego, a 14 lutego 1943 komisarza bezpieczeństwa państwowego. Od 7 maja 1943 do 22 kwietnia 1945 ludowy komisarz bezpieczeństwa państwowego Armeńskiej SRR, od czerwca 1945 do lipca 1947 szef sektora operacyjnego NKWD/MWD/MGB w Saksonii (Halle), 9 lipca 1945 mianowany generałem majorem. Od 18 czerwca 1945 do 17 listopada 1951 zastępca szefa, a od 17 listopada 1951 do 15 sierpnia 1952 szef Zarządu MGB obwodu gorkowskiego (obecnie obwód niżnonowogrodzki), od 15 sierpnia 1952 do 16 marca 1953 minister bezpieczeństwa państwowego Armeńskiej SRR, od 16 marca 1953 do 13 kwietnia 1954 minister spraw wewnętrznych Armeńskiej SRR, od 18 maja 1954 do 14 lutego 1955 szef Zarządu KGB obwodu archangielskiego, następnie w dyspozycji Zarządu Kadr KGB ZSRR, 23 maja 1955 zwolniony ze służby.
Od października 1963 pracował w Archangielskim Instytucie Lasu i Chemii Leśnej, od 1966 do 1969 był zastępcą dyrektora.

## Odznaczenia
- Order Lenina (24 listopada 1950)
- Order Czerwonego Sztandaru (dwukrotnie - 20 września 1943 i 3 listopada 1944)
- Order Czerwonej Gwiazdy (28 listopada 1941)
- Odznaka "Zasłużony Funkcjonariusz NKWD" (4 lutego 1942)

I 4 medale.